# Кампо Абдена

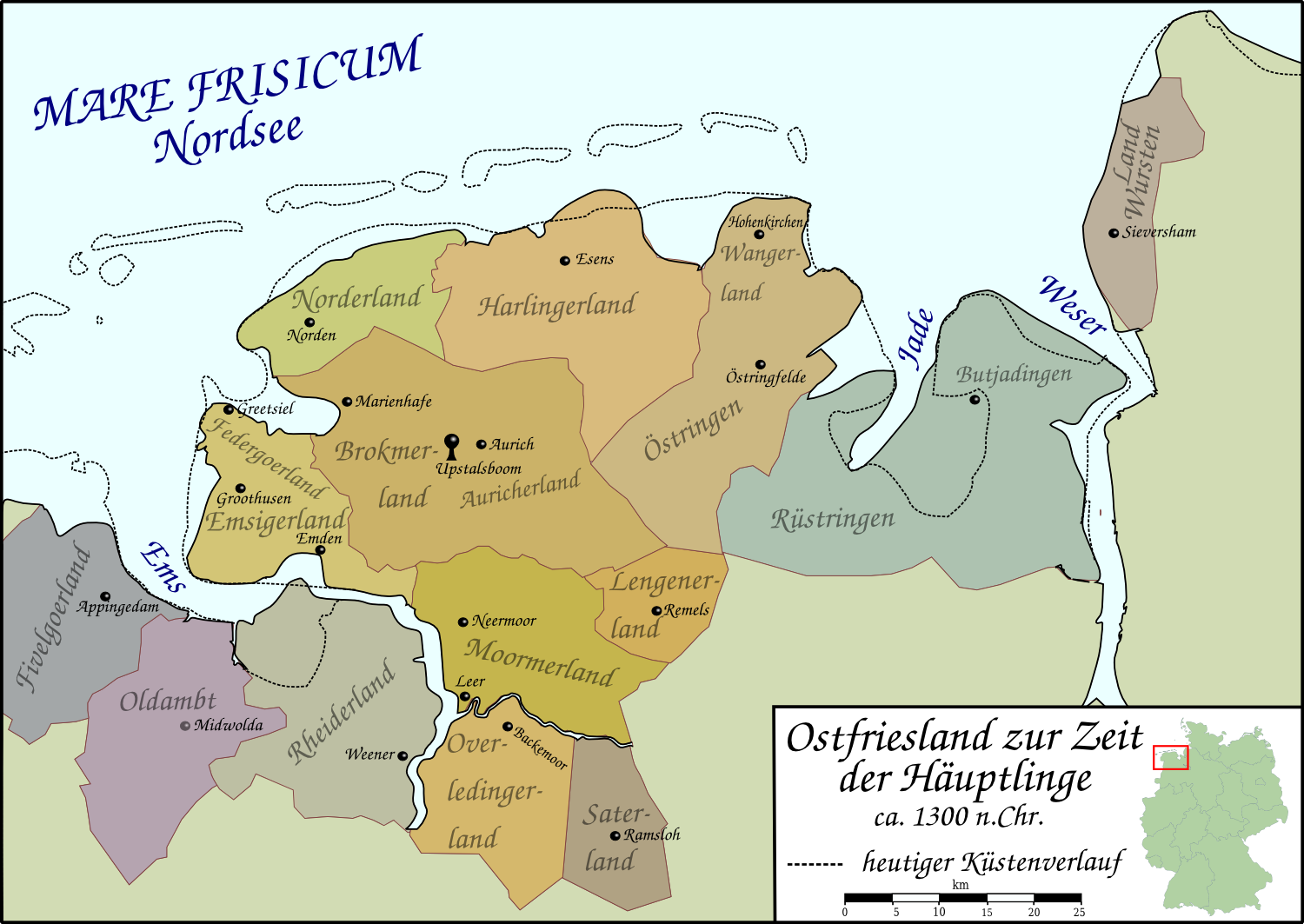
Восточная Фризия в период правления хофтлингов

Кампо Абдена (з.-фриз. Kampo Abdena; ум в 1380 или 1381 году) — восточнофризский хофтлинг (вождь). Его резиденцией был замок в Хинте.

## Биография
Кампо Абдена был хофтлингом Хинте, местности в Восточной Фризии. Он был сыном Люэрда Абдены и имел одного брата и двух сводных братьев. Хиско Абдена, впоследствии пробст Эмдена, приходился ему двоюродным братом. Кампо женился на Гиле из Штедесдорфа и имел от этого брака троих детей.
В конце XIV и начале XV века Абдены принадлежали к одной из самых могущественных семей Восточной Фризии. Их центром власти был город Эмден, и у них были замки (крепости) в Хинте и Нордене. Во второй половине XIV века они стали главным противником Окко I том Брока в его стремлении к единоличному правлению Восточной Фризией. Абдены поддержали Фолкмара Аллену, когда он вступил в войну со своим соседом Окко I том Броком.
Армию, которая вела войну против Окко, возглавляли Кампо и Фолкмар Аллена. В битве при Лопперзуме, которая произошла в конце 1380 или начале 1381 года, Кампо был одним из девяноста убитых.